# ناروس ديل بويرتو
بلدية ناروس ديل بويرتو (بالإسبانية: Narros del Puerto) هي بلدية تقع في مقاطعة آبلة التابعة لمنطقة قشتالة وليون وسط إسبانيا.

## الديموغرافيا
بلغ عدد سكان بلدية ناروس ديل بويرتو 44 نسمة عام 2011 (وفقاً للمعهد الوطني للإحصاء الإسباني).
| 41 | 42 | 46 | 43 | 37 | 41 | 44 |